# The Brat (film fra 1919)
The Brat er en amerikansk stumfilm fra 1919 af Herbert Blache.

## Medvirkende
- Alla Nazimova
- Charles Bryant - MacMillan Forrester
- Amy Veness
- Frank Currier
- Darrell Foss - Stephen Forrester
- Bonnie Hill - Angela
- Milla Davenport
- Henry Kolker
- Ethelbert Knott